# Obitelj Soprano
Obitelj Soprano (eng. The Sopranos) američka je televizijska dramska serija autora i izvršnog producenta Davida Chasea. U Sjedinjenim je Državama premijeru doživjela na kabelskoj televizijskoj mreži HBO 10. siječnja 1999., a s emitiranjem je završila 10. lipnja 2007. Smještena u New Jersey, gdje je prvotno producirana, serija se vrti oko mafijaša Tonyja Soprana (James Gandolfini) i poteškoća s kojima se on suočava kad pokušava izbalansirati česte konfliktne potrebe u svojem obiteljskom životu i kriminalnoj organizaciji kojoj je na čelu.
Ostvarivši veliki komercijalni i kritički uspjeh, Obitelj Soprano je financijski najuspješnija serija kabelske televizije u povijesti televizije.
Serija je poznata po visokoj razini kvalitete na svim aspektima produkcije, a iznimno je hvaljena za svoje scenarije i izvedbe glavnih glumaca. 
Zaradila je priznanja kako je na televizijski medij donijela višu razinu umjetničke kvalitete i otvorila put mnogim drugim dramskim serijama koje su slijedile.
Osvojila je i brojne nagrade, uključujući 21 Emmy i pet Zlatnih globusa.
Kao jedan od najpoznatijih proizvoda američke popularne kulture 2000-ih, Obitelj Soprano bila je predmet parodija, kontroverzi i analiza, a proširila se i na knjige,
videoigre, 
visokonakladne soundtrack albume te na niz drugih komercijalnih proizvoda.

## Produkcija

### Koncepcija
Prije nego što je kreirao Obitelj Soprano, David Chase je preko 20 godina bio televizijski scenarist. Bio je scenarist/producent na nekoliko televizijskih serija (uključujući Kolchak: The Night Stalker, The Rockford Files, I'll Fly Away i Život na sjeveru) te je 1988. kreirao jednu kratkotrajnu originalnu seriju, Almost Grown.
Prije uspjeha s Obitelji Soprano, Chase je osvojio dva Emmyja: jedan 1980. za scenarij TV filma Off the Minnesota Strip, a drugog 1978. za svoj rad na seriji The Rockford Files (kojeg je podijelio s ostalim producentima).
Priča o Obitelji Soprano isprva je počela kao dugometražni film o "mafijašu na terapiji koji ima problema sa svojom majkom". Nakon doprinosa svoga menadžera, Lloyda Brauna, Chase je odlučio adaptirati scenarij za televizijsku seriju. Chase je 1995. potpisao razvojni ugovor s produkcijskom kompanijom Brillstein-Grey i napisao originalni scenarij za pilot-epizodu.
Preuzevši dosta materijala iz svog osobnog života i iskustava odrastanja u New Jerseyju, Chase je izjavio da je pokušao "primijeniti vlastitu obiteljsku dinamiku na mafijaše." 
Primjerice, burni odnos između protagonista serije Tonyja Soprana i njegove majke, Livie, djelomično je temeljen na Chaseovu odnosu sa svojom majkom. I Chase je išao na terapiju u vrijeme kad je osmislio lik dr. Jennifer Melfi po vlastitoj psihijatrici. Chase je od rane dobi bio fasciniran mafijom jer je odrastao uz klasične gangsterske filmove kao što je Državni neprijatelj i kriminalističku seriju Nedodirljivi, ali i svjedočio kako takvi ljudi odrastaju. Serija je imenovana po njegovim srednjoškolskim prijateljima. Chase je smatrao kako će mu okružje mafije omogućiti obrađivanje tema kao što su, između ostalih, identitet talijanskih Amerikanaca i priroda nasilja. Sami Chase je talijanski Amerikanac, dok je originalno ime njegovo obitelji DeCesare.
Chase i producent Brad Grey, iz Brillstein-Grey, ponudili su Obitelj Soprano nekolicini mreža; FOX je pokazao zanimanje, ali je odustao nakon što im je Chase prezentirao scenarij za pilot. Chase i Grey na kraju su ponudili seriju tadašnjem predsjedniku HBO Original Programminga, Chrisu Albrechtu, koji je prepoznao originalnost i potencijal serije te odlučio financirati snimanje pilot-epizode. Albrecht je izjavio:
Pilot-epizoda (na DVD izdanju nazvana "The Sopranos", ali inače poznata kao "Pilot") snimljena je 1997. Režirao ju je sami Chase, koji je prije režirao epizode The Rockford Files i Almost Grown. Nakon što je pilot dovršen i prikazan šefovima HBO-a, serija je stavljena na čekanje na godinu dana prije nego što ju je HBO konačno odlučio producirati te je naručio sezonu od 13 epizoda. Serija se počela prikazivati na HBO-u 10. siječnja 1999. Obitelj Soprano bila je druga jednosatna televizijska dramska serija koju je producirao HBO. Prva je bila zatvorska drama Oz.

### Odabir glumaca
Kao i likovi koje portretiraju u seriji, većina glumaca u Obitelji Soprano su talijanski Amerikanci. Mnogi članovi glumačke postave pojavili su se zajedno u filmovima i serijama prije nego što su se pridružili postavi Obitelji Soprano. U seriji je nastupilo ukupno 27 glumaca koji su se pojavili u kriminalističkom filmu Martina Scorsesea Dobri momci iz 1990., uključujući glavne glumce Lorraine Bracco, Michaela Imperiolija, Franka Vincenta i Tonyja Sirica. Osam glumaca iz serije pojavilo se u komediji Za njegove plave oči iz 1999.
Glavna glumačka postava stavljena je u proces audicija i čitanja. Glumci često nisu znali da li su se njihove izvedbe Chaseu svidjele ili ne. Michael Imperioli, koji je u natječaju za ulogu Christophera Moltisantija zasjenio nekoliko glumaca, prisjetio se: "On ima pokerašku facu pa sam mislio kako mu se ne sviđam, ali mi je davao napomene i puštao me da ponavljam, što je često znak da ne radite kako treba. Mislio sam, neću dobiti ulogu. A on je rekao, 'Hvala ti', i ja sam otišao. Nisam očekivao da ću ga ponovno čuti. I tada su me nazvali." James Gandolfini je pozvan na audiciju za ulogu Tonyja Soprana nakon što je casting redateljica Susan Fitzgerald vidjela kratki isječak njegove izvedbe iz filma Prava romansa iz 1993. Lorraine Bracco, koja je prije glumila ženu mafijaša Karen Hill u Dobrim momcima, originalno je pozvana za ulogu Carmele Soprano. Umjesto toga je preuzela ulogu dr. Jennifer Melfi jer se htjela okušati u nečem drugom te je smatrala kako će uloga visokoobrazovane dr. Melfi za nju biti veći izazov.
Tony Sirico, koji ima kriminalnu pozadinu,
potpisao je za ulogu Paulieja Walnutsa uz uvjet da njegov lik ne bude policijski doušnik
Chase je na audiciju pozvao i glazbenika Stevena Van Zandta (poznatog kao gitarista sastava Brucea Springsteena E Street Band) nakon što ga je vidio na svečanosti primanja u Kuću slavnih rock and rolla i ostao impresioniran njegovom pojavom. Van Zandt, koji nikad prije nije glumio, kasnije se dogovorio da će nastupiti u seriji.
Suprugu Silvia Dantea u seriji je glumila Van Zandtova supruga Maureen.
Uz iznimku za Oscar nominirane Bracco (Dobri momci) i Dominica Chianesea koji se pojavio u Kumu II, zajedno s kazališnom glumicom i dobitnicom Emmyja Nancy Marchand (Lou Grant), glumačka postava serije sastojala se od uvelike nepoznatih glumaca. Nakon prvotnog uspjeha serije, mnogi glumci su zapaženi zbog svojih glumačkih sposobnosti te su zbog svojih izvedbi zaradili pozornost velikih medija.
U kasnijim su se sezonama glumačkoj postavi pridružili poznati glumci (Joe Pantoliano, Robert Loggia, Steve Buscemi, Frank Vincent) zajedno s poznatim glumcima u neredovitim ulogama kao što su Peter Bogdanovich, John Heard, Robert Patrick, Peter Riegert, Annabella Sciorra, i David Strathairn. Nekoliko poznatih glumaca pojavilo se u samo jednoj epizodi, kao što su Charles S. Dutton, Ken Leung, Ben Kingsley, Elias Koteas, Anette Bening i Sydney Pollack.

### Produkcijska ekipa
Izvršni je producent David Chase tijekom svih šest sezona bio voditelj i glavni producent serije. Poznat je kao zahtjevan i kontroli sklon producent. Osim što je pisao nekoliko epizoda po sezoni, Chase je nadgledao cjelokupnu montažu, konzultirao se s redateljima epizoda i radio velike, ali nepotpisane prepravke epizoda koje su napisali drugi scenaristi. Brad Grey bio je uz Chasea izvršni producent, ali nije imao kreativnog doprinosa.
Mnogi članovi kreativnog tima iza Obitelji Soprano bili su hendikepirani Chaseovim intervencijama, s tim da su neki bili njegovi stari prijatelji i kolege; drugi su birani nakon intervjua koje su vodili producenti serije.
Mnogi su od scenarista serije prije Obitelji Soprano radili na televiziji. Bračni par Robin Green i Mitchell Burgess, koji su zajedno između 1999. i 2006. napisali 19 epizoda serije, prethodno su s Chaseom surađivali na seriji Život na sjeveru.
Terence Winter, koji je postao scenarist nakon druge sezone serije, dvije je godine prakticirao pravo, nakon čega se odlučio za karijeru scenarista te pridobio Chaseovu pažnju.
Matthew Weiner, scenarist serije tijekom pete i šeste sezone, 2000. je napisao probni scenarij za seriju nazvanu Mad Men (koju je 2007. producirala mreža AMC). Scenarij je došao do Chasea koji je, nakon što ga je pročitao, ostao tako impresioniran da je odmah Weineru ponudio posao scenarista Obitelji Soprano.
I dva su člana glumačke postave potpisali epizode serije: Michael Imperioli, koji igra Christophera Moltisantija, također je scenarist te je napisao pet epizoda serije, od kojih se većina bavi temama talijanskih Amerikanaca;
Toni Kalem, koja glumi Angie Bonpensiero, također je napisala jednu epizodu .
Ostali scenaristi serije bili su Frank Renzulli, Todd A. Kessler i scenaristički tim Diane Frolov i Andrew Schneider.
Prije režije Obitelji Soprano, mnogi su redatelji radili na drugim televizijskim serijama. Mnogi redatelji bili su poznati po doprinosima na polju nezavisne produkcije. Najčešći redatelji serije bili su Tim Van Patten (20 epizoda), John Patterson (13 epizoda), Allen Coulter (12 epizoda) i Alan Taylor (9 epizoda), koji su svi prethodno radili na televiziji. Česti članovi glumačke postave Steve Buscemi i Peter Bogdanovich također su režirali neke epizode serije. Sami Chase je režirao dvije epizode, pilot i završnicu serije. Alik Sakharov bio je prvotni direktor fotografije, a kasnije se izmjenjivao s Philom Abrahamom. Fotografija i režija poznati su po kvaliteti jednakoj onoj dugometražnih filmova.
Ovaj je izgled postignut Chaseovom suradnjom sa Sakharovim: "David je htio izgled koji ima glavu i rep. [...] Od pilota smo sjeli sa scenarijem i dijelili scene u kadrove. To se radi s dugometražnim filmovima."

### Glazba
Obitelj Soprano poznata je po eklektičnom izboru glazbe te je zaradila mnoge kritičke pohvale za efektno korištenje prethodno snimljenih pjesama.
Chase je osobno birao glazbu za seriju zajedno s producentom Martinom Bruestleom i glazbenom urednicom Kathryn Dayak, ponekad se konzultirajući sa Stevenom Van Zandtom. Glazba je obično birana po završetku produkcije i montaže epizode, ali su ponekad sekvence snimane kako bi odgovarale prethodno odabranoj glazbi.
Uvodna tema serije je "Woke Up This Morning (Chosen One Mix)" britanskog sastava Alabama 3. Drugačija pjesma svira preko odjavne špice svake epizode, uz nekoliko iznimki. Mnoge pjesme se ponavljaju tijekom epizode, kao što je "Living on a Thin Line" The Kinksa u epizodi treće sezone "University" i "Glad Tidings" Van Morrisona u završnici pete sezone "All Due Respect". Ostale pjesme čuju se nekoliko puta tijekom serije. Poznati primjer je "Con te partirò" koju izvodi talijanski pjevač Andrea Bocelli,
koja služi kao vrst tematske pjesme za lik Carmele Soprano.
Iako serija koristi mnogo prethodno snimljene glazbe, u usporedbi s drugim televizijskim serijama, poznata je i po nedostatku originalno skladane glazbe.
Objavljena su dva soundtrack albuma s glazbom iz serije. Prvi, nazvan The Sopranos: Music from the HBO Original Series, objavljen je 1999. Sastoji se od selekcija iz prve dvije sezone serije te je zauzeo 54. mjesto na američkoj ljestvici Billboard 200. 
Druga soundtrack kompilacija, nazvana The Sopranos: Peppers & Eggs: Music from the HBO Original Series, objavljena je 2001. Ovaj dvostruki album sadrži pjesme i izabrane dijaloge iz prve tri sezone serije.
Zauzela je 38. mjesto na Billboard 200.

### Setovi i lokacije
Većina vanjskih kadrova serije snimljeno je na lokaciji u New Jerseyju, dok je većina unutarnjih kadrova - uključujući najčešće setove kao što su unutrašnjost rezidencije Sopranovih, stražnja soba striptiz kluba Bada Bing! te psihijatrijski ured dr. Melfi — snimljena u Silvercup Studios u Long Island Cityju u Queensu, New York City.
Trgovina svinjetinom, često okupljalište mafijaša u seriji, u pilotu je bila poznata kao Centanni's Meat Market, stvarna mesnica u Elizabethu u državi New Jersey. Nakon što je seriju preuzeo HBO, producenti su iznajmili zgradu s trgovinom u prednjem dijelu u Kearnyju. Ova je zgrada ostatak vremena služila za snimanje scena ispred i unutar mesnice, sada preimenovana u Satriale's.
Nakon što je serija završila, zgrada je srušena.
Bada Bing!, u seriji striptiz klub vlasnika i voditelja Silvija Dantea, stvarni je go go bar na Cesti 17 u Lodiju u New Jerseyju. Vanjske i unutarnje scene (uz iznimku stražnje sobe) snimljene su na lokaciji. Klub se zove Satin Dolls, a prije početka serije bio je u funkciji. Klub je nastavio raditi tijekom osam godina snimanja serije, ali i kasnije. Takva organizacija dogovorena je s vlasnikom kluba. Lokacijski menadžer Mark Kamine prisjetio se kako je vlasnik bio "vrlo susretljiv" sve dok se snimanje ne "poklapa s njegovim radnim vremenom."
Sve vanjske i unutarnje scene rezidencije Sopranovih snimljene su na lokaciji u privatnoj rezidenciji u North Caldwellu u New Jerseyju.

### Uvodna sekvenca
Prepoznatljivi dio Obitelji Soprano uvodna je sekvenca. U njoj Tony Soprano izlazi iz Lincoln Tunnela i ulazi na New Jersey Turnpike. U međuvremenu se vide mnoge lokacije u i oko Newarka i Elizabetha.
Sekvenca završava s Tonyjem koji ulazi na prilaz svojeg predgradskog doma. Chase je rekao kako je cilj uvodne sekvence pokazati da ova mafijaška serija govori o New Jerseyju, a ne New Yorku, gdje je većina takvih drama bilo smješteno.
U prve tri sezone, između dijelova u kojima Tony napušta tunel i ulazi na Turnpike, u njegovu se retrovizoru mogla vidjeti slika tornjeva Svjetskog trgovačkog centra. Nakon napada 11. rujna, ovaj je kadar uklonjen, počevši s četvrtom sezonom serije.

## Glumci
Obitelj Soprano u svojih šest sezona emitiranja uključuje veliki broj likova. Neki se pojavljuju samo u određenim sezonama, dok se drugi pojavljuju tijekom cijele serije.
Tony Soprano je protagonist serije. Tony je na početku serije kapetan zločinačke obitelji DiMeo, a od druge sezone izvršni šef. Uz to je i glava obitelji Soprano. Sklon je depresiji, a u prvoj epizodi počinje viđati psihijatra. Tijekom serije Tony pokušava balansirati između života svoje obitelji i karijere u mafiji.
Tony počinje patiti od depresije te ima brojne napade panike što je rezultat godina stresa zbog svog "posla", potisnutih emocija i teškog djetinjstva. Počinje tražiti pomoć kod dr. Jennifer Melfi (Lorraine Bracco). Dodatni teret Tonyjevu složenom životu zategnuti je odnos s njegovom suprugom Carmelom Soprano (Edie Falco) i njihovo dvoje djece, Meadow (Jamie-Lynn Sigler) i Anthonyjem Juniorom (Robert Iler).
Udarnu glumačku postavu čine Tonyjeva šira obitelj: njegova majka Livia (Nancy Marchand), sestra Janice (Aida Turturro), stric Corrado "Junior" Soprano (Dominic Chianese), koji prvotno postaje tehnički šef obitelji nakon smrti Jackieja Aprilea, Sr. (iako s vremenom odlazi u polumirovinu, a na kraju potpuno gubi konce zbog zdravstvenih problema), rođak Tony Blundetto (Steve Buscemi) i nećak (zapravo ženin rođak) Christopher Moltisanti (Michael Imperioli). I Livia i Janice su lukave manipulatorice vlastitim emocionalnim problemima. Tonyjev Stric Junior uključen je u njegovu zločinačku organizaciju, a njihova obiteljska veza povezana je sa zločinačkim ambicijama. I njegovi rođak Tony i nećak Christopher također su vezani za njegovu "drugu" obitelj, a njihovi potezi postaju daljnji izvor sukoba. Christopher se muči s narkomanijom i alkoholizmom te željom da stekne poštovanje, dok se Tony Blundetto nada kako će krenuti poštenim putem, no događaju mu se nasilni ispadi.
Tonyjev bliski krug unutar obitelji DiMeo čine Silvio Dante (Steven Van Zandt), Paul "Paulie Walnuts" Gualtieri (Tony Sirico) i Salvatore "Big Pussy" Bonpensiero (Vincent Pastore). Silvio je Tonyjev consigliere i najbolji prijatelj. Paulie i Big Pussy su dugogodišnji vojnici i bliski saveznici koji su radili s Tonyjem i njegovim ocem; Paulie uskoro postaje capo, a s vremenom i zamjenik šefa. U Tonyjevoj zločinačkoj organizaciji su i Patsy Parisi (Dan Grimaldi) i Furio Giunta (Federico Castelluccio). Patsy je tihi vojnik koji poštuje snažnije figure. Furio je doveden iz Italije kako bi djelovao kao Tonyjev utjerivač dugova.
Ostali značajni likovi u obitelji DiMeo su Bobby "Bacala" Baccalieri (Steven R. Schirripa), Richie Aprile (David Proval), Ralph Cifaretto (Joe Pantoliano), Eugene Pontecorvo (Robert Funaro) i Vito Spatafore (Joseph R. Gannascoli). Bobby je Juniorov podređeni kojeg Tony isprva tiranizira, ali kasnije prima u svoj uži krug. Cifaretto inteligentan i najviše zarađuje, ali je arogantan, omražen te ne poštuje autoritete. Richie Aprile je pušten iz zatvora u drugoj sezoni i ubrzo unosi nemir u organizaciju. Pontecorvo je mladi vojnik koji zajedno s Christopherom postaje član mafije. Spatafore se polako uspinje u hijerarhiji i donosi najviše zarade u Aprileovoj ekipi, ali vodi dvostruki privatni život.
Prijatelji obitelji Soprano su Hesh Rabkin (Jerry Adler), Adriana La Cerva (Drea de Matteo), Rosalie Aprile (Sharon Angela) Angie Bonpensiero (Toni Kalem), zajedno s Artiejem (John Ventimiglia) i Charmaine Bucco (Kathrine Narducci). Hesh je Tonyjev savjetnik i prijatelj, a u toj je ulozi bio i pod Tonyjevim ocem. Adriana je Christopherova dugogodišnja djevojka; par ima buran odnos. Rosalie je udovica prethodnog šefa obitelji DiMeo i Carmelina bliska prijateljica. Angie je supruga Salvatorea Bonpensiera koja kasnije pokreće vlastiti posao. Artie i Charmaine su školski prijatelji Sopranovih te vlasnici popularnog restorana Vesuvio. Charmaine ne želi imati veze s Tonyjem i njegovom ekipom zbog njegovih kriminalnih aktivnosti, a često na tome mora i inzistirati jer Artieja - pokornog i marljivog - privlači Tonyjev životni stil.
John "Johnny Sack" Sacramoni (Vince Curatola), Phil Leotardo (Frank Vincent) i "Little" Carmine Lupertazzi, Jr. (Ray Abruzzo) značajni su likovi iz njujorške zločinačke obitelji Lupertazzi, koja veliki dio posla dijeli sa Sopranovom organizacijom. Iako su često u pitanju interesi Lupertazzijevih i DiMeoa, Tony s Johnnyjem Sackom uspijeva održavati prijateljski, ali opet poslovni odnos, dogovarajući poslove koji će koristiti objema obiteljima. Njegov zamjenik i kasniji nasljednik, Phil Leotardo, manje je susretljiv i teži poslovni partner za Tonyja. Little Carmine je sin prvog šefa, a s ostalima se natječe za utjecaj.

## Sinopsis i popis epizoda

### Sezona 1
Serija počinje kad se Tony Soprano sruši nakon pretrpljenog napada panike. Zbog toga potraži pomoć na terapiji s dr. Jennifer Melfi. Priča se postupno otkriva: detalji o Tonyjevu odgoju, kako je očev utjecaj najviše pomogao njegovu gangsterskom razvoju, ali i kako je Tonyjeva majka, Livia, bila osvetoljubiva i možda patila od poremećaja ličnosti; njegov komplicirani odnos sa svojom ženom Carmelom, kao i njezini osjećaji u pogledu muževih veza s mafijom; životi njihove djece, Meadow i Anthonyja Jr., koji sve više saznaju za položaj svoga oca u mafijaškoj organizaciji; federalne optužbe koje slijede kao posljedica suradnje nekog člana njegove organizacije s FBI-em; i urota njegova strica kojoj je cilj njegova smrt. Nakon naredbe likvidacije Brendana Filonea i lažne egzekucije Christophera Moltisantija, Tonyjev Stric Junior postavljen je za šefa obitelji (nakon smrti prethodnog šefa Jackieja Aprilea Sr. od raka), iako zapravo Tony iza kulisa kontrolira većinu stvari. Bijesan zbog Juniorova plana da ga ubije, Tony na pokušaj oduzimanja vlastitog života reagira nasilnim ispadom i posvađa se s majkom zbog njene uloge u uroti kojoj je cilj njegov pad. Ona doživljava psihološki uzrokovani lažni moždani udar. Juniora uhićuje FBI.

### Sezona 2
Na početku druge sezone, Jackiejev brat Richie Aprile biva pušten iz zatvora te se pokazuje kao usijana glava kad se radi o poslu; počinje i vezu s Tonyjevom sestrom Janice, koja je stigla iz Seattlea. Tonyjev prijatelj "Big Pussy" vraća se u New Jersey nakon upadljivog izostanka, a Tony shvaća kako je postao doušnik FBI-a. Tony, Silvio Dante i Paulie Walnuts ubijaju Big Pussyja na brodu, zamotaju ga u lance i izbacuju u more.
Christopher Moltisanti se zaruči sa svojom dugogodišnjom djevojkom Adrianom La Cervom. Matthew Bevilaqua i Sean Gismonte, dvojica nižerangiranih suradnika nezadovoljnih neuspjehom u Sopranovoj ekipi, pokušaju steći ime time što će ubiti Christophera. Plan im se izjalovi; Christopher preživljava napad (iako kritično ranjen), ubija Seana u samoobrani, dok Tony i Big Pussy ubrzo ubijaju Matthewa. 
Junior je smješten u kućni pritvor dok čeka suđenje. Richie, frustriran autoritetom koji Tony ima nad njim, zamoli Juniora da dâ ubiti Tonyja. Junior odglumi zanimanje, a zatim obavještava Tonyja o Richiejevim namjerama, ostavivši Tonyja s još jednim neriješenim problemom. Međutim, situacija se neočekivano okrene nakon što Janice u izljevu bijesa ubije Richieja; Tony i njegovi ljudi sakriju sve dokaze ubojstva, a Janice se vraća u Seattle.

### Sezona 3
U trećoj se sezoni nakon dugog izbivanja na Floridi vraća ambiciozni Ralph Cifaretto. Započinje vezu s Rosalie Aprile, udovicom bivšeg šefa, Jackieja Aprilea, Sr. Unatoč osobnom animozitetu i oprezu zbog njegova destruktivnog ponašanja (Ralph je ubio striptizetu u Bada Bingu, nakon što ga je Tony napao, prekršivši mafijaški kod da se ne napada drugi član mafije), Tony ga promovira u kapetana zbog njegova profesionalnog uspjeha. 
Meadow, sada brucošica na Sveučilištu Columbia, počinje hodati s Noahom Tannenbaumom, tamnoputim židovom; on postaje meta Tonyjeva rasističkog gnjeva, a Noah na kraju okončava njihovu vezu. 
Jackie Aprile, Jr. počinje se viđati s Meadow, a zatim potone u život droge i kriminala. Tony isprva na Jackieja pokuša djelovati kao mentor, ali postaje sve više nestrpljiv zbog Jackiejeve sve veće bezobraštine, pogotovo kad Jackiejeva veza s Meadow postaje ozbiljnija. Usprkos Tonyjevim savjetima i upozorenjima, Jackie prelazi liniju nakon što pokuša organizirati prepad na Ralphovu kartašku igru. Tony odlučuje prepustiti Ralphu odluku o kazni za Jackieja Jr. Unatoč svojoj ulozi zamjenskog oca, Ralph na kraju odlučuje dati ubiti Jackieja.
Livia umire od moždanog udara. Tony započinje aferu s Gloriom Trillo, koja je također pacijent dr. Melfi. Njihova veza je kratka i turbulentna. U međuvremenu dr. Melfi biva silovana. Junioru je dijagnosticiran rak želuca; nakon kemoterapije nestaje. Unatoč uspjehu u školskoj momčadi američkog nogometa, A.J. nastavlja upadati u nevolje; sve kulminira izbacivanjem iz škole.

### Sezona 4
U četvrtoj sezoni, njujorški se podšef Johnny Sack razbjesni nakon što čuje za Ralphovu neumjesnu šalu o njegovoj ženi. Potraži dozvolu za njegovo ubojstvo, ali biva odbijen; tenzija između dvojice s vremenom se smanjuje. Tony kasnije ubije Ralpha u izljevu bijesa jer vjeruje kako je Ralph u staji ubio njihova trkaćeg konja Pie-O-My. 
Nakon smrti žene Bobbyja Baccalierija, Janice se upušta u romantičnu vezu s njim. Christopherova ovisnost o heroinu se produbljuje, što natjera njegove suradnike i obitelj da organiziraju intervenciju, nakon čega on odlazi u kliniku za odvikavanje. Adriana se sprijatelji sa ženom koja je zapravo agentica FBI-a na tajnom zadatku; nakon što Adriana iznenada prekine njihovo prijateljstvo, privode je i prisile da bude FBI-ev doušnik. Junior se suočava s RICO suđenjem; na kraju se ono poništava.
Carmela, čija je veza s Tonyjem napeta zbog financijskih briga i Tonyjeve nevjere, razvija obostranu zaljubljenost s Furiom Guintom. Bojeći se posljedica upuštanja u vezu sa šefovom ženom, Furio se iznenada vraća kući u Italiju, ostavivši Carmelu očajnu. Nakon što Tonyjeva bivša ljubavnica nazove u njihov dom i pripita počne pričati detalje o njihovoj vezi, Carmela izbaci Tonyja iz kuće. Tonyju prilazi Johnny Sack s ponudom ubojstva Carminea Lupertazzija, koju on kasnije odbija.

### Sezona 5
U petoj sezoni, Tonyjev rođak Tony Blundetto pušten je iz zatvora zajedno s drugim mafijaškim figurama. Carmine neočekivano umire, a kako nije imenovao nasljednika, u New Yorku dolazi do borbe za premoć između Carminea Jr. i Johnnyja Sacka. Iako se trudi izbjeći povratak u organizirani kriminal, Blundetto se nađe umiješan u sukob protivno Tonyjevim naredbama. Nakon što Blundetto ubije brata Phila Leotarda, Johnny Sack zahtijeva da ga Tony preda. Odbijanje tog prijedloga isprovocira reakciju njujorške frakcije, a Tony na kraju odlučuje sam ubiti Blundetta umjesto da ga preda na mučenje.
Tony i Carmela ostaju rastavljeni, a Tony živi u bivšoj kući svojih roditelja s prijateljem iz djetinjstva Artiejem Buccom, kojeg je također ostavila žena. Carmela, sada jedini autoritet u odnosu na A.J.-a u kući Sopranovih, postane frustrirana jer njezina pravila samo dovode to toga da je sin prezire; kasnije dopušta A.J.-u da živi s ocem. Ona sama se upušta u kratku vezu s Robertom Weglerom, A.J.-evim školskim savjetnikom; on iznenada prekine vezu posumnjavši kako ga ona iskorištava da bi popravila A.J.-eve ocjene. Tony i Carmela kasnije ipak pokušavaju oživjeti svoj brak; Tony obećava da će biti diskretniji i pristane kupiti zemljište koje Carmela želi razviti.
Adriana nastavlja raditi kao doušnik FBI-a. Nakon što postane umiješana u ubojstvo u njenom noćnom klubu, federalni joj agenti postavljaju ultimatum: da pridobije Christophera na suradnju ili će u zatvor. Ona sve prizna Christopheru; isprva bijesan, on postaje sve zainteresiraniji za program zaštite svjedoka. Međutim, opet se predomisli i kaže Tonyju za Adrianu. Tony, uz Christopherovo odobrenje, naređuje Silviu da je ubije. Nakon što je ubio svog rođaka Tonyja Blundetta, Tony pristupa Johnnyju Sacku kako bi okončao krvoproliće između dviju obitelji i nastavio s poslom. Na sastanku Johnnyja Sacka uhiti FBI, a Tony pobjegne.

### Sezona 6
Na početku šeste sezone, Tonyja ustrijeli sada senilni i zbunjeni Stric Junior. Tony u komi sanja kako je prodavač na poslovnom putu, gdje igrom slučaja zamijeni aktovku i lisnicu s čovjekom po imenu Kevin Finnerty. Tonyjev oporavak od ranjavanja mijenja njegove poglede i on pokušava poboljšati svoje odnose. Međutim, suočen je s nizom problema u svojem poslovnom životu. Vito Spatafore je prokazan kao homoseksualac, a Tonyja na rješenje problema pritišće Phil Leotardo, sada izvršni šef New Yorka kako je Johnny Sack u zatvoru. Nakon što Tony ne učini ništa, Phil intervenira i ubija Spataforea. Tonyjeva zločinačka obitelj obavi osvetničko ubojstvo i opet se čini kako su obitelji na rubu sveopćeg rata.
Tony razmatra ubojstvo nekoliko svojih suradnika za relativno male prekršaje. Christopher ne uspijeva napustiti mafiju, udaljava se od svojih problema ponovno se prihvativši droge te ubija prijatelja iz Anonimnih narkomana. Zatim biva teško ranjen u prometnoj nesreći pod utjecajem narkotika. Tony, jedini suputnik, nije ozbiljnije ozlijeđen te uguši Christophera. A.J.-a ostavlja zaručnica, a on pada u depresiju, što kulminira njegovim pokušajem samoubojstva u dvorišnom bazenu. Doktoricu Melfi prijatelji uvjeravaju da Tony ne napreduje te da čak koristi terapiju za svoje sociopatske potrebe. Ona mu otkazuje terapiju. 
Johnny Sack umire u zatvoru od raka pluća, a Leotardo konsolidira svoju poziciju u obitelji Lupertazzi. Daje ubiti svoje protivnike za čelnu poziciju i zatim službeno preuzima titulu šefa. Nastavivši njihovu svađu iz prošlosti, Phil se odbije dogovoriti s Tonyjem oko posla s otpadom. Nakon što Tony napadne vojnika Lupertazzijevih zbog uznemiravanja Meadow na izlasku, Phil uhvati priliku za osvetu. Phil naređuje ubojstvo Bobbyja Baccalierija, koji je ustrijeljen nasmrt, Silvia, koji završava u komi te Tonyja, koji se počne skrivati. Dogovor se izjalovi nakon što se ostatak obitelji Lupertazzi složi da ignorira naredbu za Tonyjevo ubojstvo te puštaju Tonyja da krene na Phila. Agent FBI-a informira Tonyja gdje se skriva Phil, a Tony ga daje ubiti. Philov podšef postaje doušnik, a ekipe iz Jerseyja i New Yorka dobivaju sudski poziv. Neko vrijeme nakon Philove smrti i sastanka sa svima, Tony, Carmela, A.J., i konačno Meadow sastaju se na ležernoj večeri. Scena se iznenada zacrni, a odjavna špica kreće u tišini.

## Teme i karakteristike
Obitelj Soprano poznata je po višeznačnim scenarijima Davida Chasea koji se uvelike oslanjaju na simbolizam, a serija je konstantno bila predmet analiza.
Chase i ostali scenaristi tijekom serije obradili veliki broj psiholoških, filozoskih, društvenih i političkih tema. 

### Snovi
Jedinstven aspekt serije su sekvence snova. Chase, koji je napisao većinu sekvenci snova, o njima je rekao, "Te snove smo koristili kako bi unaprijedili pripovjedačku strukturu. Na primjer, "Funhouse" je mogla biti priča u kojoj Tony dobiva informacije da je Pussy doušnik i istražuje taj trag, a mi napravimo neki smiješni postupak sve dok u rukama ne nađemo dokaz. A ja jednostavno nisam mogao proći kroz to. Ne mogu to raditi. Zato smo odlučili kako bi bilo jednostavnije da na nekoj razini Tony to zna, da ga prijatelj izdaje i od toga mu je muka u kombinaciji s pokvarenom piletinom, a podsvijest mu erumpira na isti način te mu daje informaciju." Sekvenca snova uključuje Tonyjev razgovor s Big Pussyjem u obliku ribe kad on shvaća da mu je prijatelj doušnik FBI-a. Druga slavna sekvenca snova je u epizodi "The Test Dream" koja traje više od 20 minuta.
Šesta sezona sadrži najdužu sekvencu snova s Tonyjem kao običnim čovjekom koji je zamijenio identitet s izvjesnim Kevinom Finnertyjem. U snu, Tony se zadržava u Costa Mesi u Kaliforniji, gradu u koji je otputovao radi posla, a zbog zamjene identiteta ne može otputovati kući. Finnerty je portretiran kao prodavač koji živi konzervativnim, poštenim životom.

### Prikaz mafijaša
Mafijaši su u seriji prikazani kao čvrsti, snalažljivi i kao poznanici zakona ulice, ali bez formalnog obrazovanja i dubljeg razumijevanja samih sebe i njihova svijeta. Obrazovni i lingvistički nedostaci, posebno Pauliejevi i Christopherovi, često su izvor humora. Sami su likovi često zaboravljivi pri izvrtanju i shvaćanju osnovne povijesti i općeg znanja.
Nekompetentnost gangstera na neki se način pokazuje u svakoj epizodi. Neki od primjera su sljedeći:
- Većina epizode "Pine Barrens" posvećena je Pauliejevim i Christopherovim neuspješnim pokušajima da prežive jedan dan i noć u snježnoj divljini nakon neuspješne likvidacije. Christopher u epizodi pokazuje svoju ignoranciju prema povijesti kad kaže kako se Kubanska raketna kriza zapravo nikad nije dogodila: "To je bilo stvarno? Gledao sam taj film. Mislio sam da je to sranje."
- Bobby Baccalieri na sebe navuče Tonyjev gnjev tijekom rasprave o svjetskim događajima i biblijskim proročanstvima izjavivši kako je "Quasimodo sve to predvidio." Tony ga zatim ispravi rekavši kako je mislio na Nostradamusa i da je Quasimodo bio zvonar (eng. hunchback) crkve Notre-Dame. Baccalieri nakon toga nastavi razgovor spominjući braniča footballske momčadi Notre Dame Fighting Irish, misleći kako je grba (eng. hunchback) isto što i napadač u američkom nogometu (eng. halfback).
- Iako mnogo inteligentniji od svojih podređenih, Tony često izvrće i ponavlja stvari koje mu kaže dr. Melfi na drugačiji način, samo kako bi pogrešno izgovorio frazu ili potpuno promašio poantu.
- Ne osobito bistar lik "Little Carminea" Lupertazzija često je izvor humora.[103] Često izvrće metafore pa tako jednom kaže Tonyju, "Ti si sada na litici ogromnog raskrižja."

Neki su mafijaši portretirani kao pametni i elokventni, iako se kao takvi čine iznimkama u odnosu na pravilo. Na primjer, Johnny Sack, Ralph Cifaretto i Tony Blundetto iznimno su inteligentni (Blundetto navodno ima kvocijent inteligencije 158) i relativno artikulirani, rijetko čineći izvrtanja, iako je Cifaretto socijalno neprilagođen i netaktičan.

### Reference i aluzije

#### Dobri momci
Chase je izjavio kako je gangsterski film Martina Scorsesea Dobri momci za njega bio izvor inspiracije, nazvavši ga svojim "Kuranom".
Obitelj Soprano je započela s četiri člana glumačke postave (Lorraine Bracco, Michael Imperioli, Tony Sirico i Vincent Pastore) koji su se pojavili u Dobrim momcima. Joseph R. Gannascoli, kojeg se u filmu na kratko može vidjeti kao nepotpisanog statista, pridružio se postavi serije kao Vito Spatafore u drugoj sezoni, a kasnije se i Frank Vincent, još jedan od glavnih glumaca iz filma, pridružio postavi kao Phil Leotardo.  Mnogi neredoviti i manji likovi u seriji prethodno su se pojavili u filmu. Ukupno se 27 glumaca pojavilo u obje produkcije. Ray Liotta, zvijezda filma, bio je rani kandidat za ulogu Tonyja Soprana. Liotta je kasnije odbio ulogu Ralpha Cifaretta.
Serija je radila i reference na film. Primjerice, u Dobrim momcima, lik Michaela Imperiolija "Pauk" pogođen je u stopalo. U epizodi serije "The Legend of Tennessee Moltisanti", njegov lik Christopher Moltisanti ustrijeli prodavača u pekarnici u stopalo. Dok prodavač vrišti od boli, vičući "Pogodio si me u stopalo!", Christopher izlazi, rekavši "Događa se."  U Dobrim momcima, lik Lorraine Bracco predmet je zlostavljanja što kaže svojem dečku, Henryju Hillu, koji se obračuna sa zlostavljačem; u Obitelji Soprano, njezin lik, dr. Melfi, biva silovana, ali to odbija reći Tonyju. U drugoj epizodi Christopher ispred noćnog kluba susreće Martina Scorsesea (kojeg glumi pjevač i glumac Tony Caso) i kaže mu kako mu se svidio Kundun.

#### Kum
Obitelj Soprano na brojne je načine povezana s trilogijom Kum Francisa Forda Coppole. Serija s tri filma dijeli neke članove glumačke postave; najistaknutiji je Dominic Chianese, koji u seriji portretira Juniora Soprana, a u Kumu II Johnnyja Olu.
Osim toga, jasno se daje do znanja kako su likovi u Obitelji Soprano upoznati s filmovima i koliko ih vole pa se tako u međusobnim razgovorima često referiraju na pojedini film iz trilogije. U početku serije, Silvio Dante povremeno oponaša Al Pacina u ulozi Michaela Corleonea. Izražava se i Tonyjeva ljubav za filmove; dok njegova ekipa prije odlaska u Italiju gleda piratsko DVD izdanje drugog filma, on kaže kako mu je najdraži trenutak u cijeloj trilogiji kad se u drugom nastavku Vito Corleone vraća u Italiju. U 6. sezoni, A.J. pokušava ubiti Strica Juniora, rekavši kasnije kako je jedan od Tonyjevih omiljenih trenutaka u Kumu kad Michael Corleone osvećuje svog oca.
Osim toga, kritičari su naveli brojne vizualne i simboličke posvete i reference na Kuma u seriji. Na primjer, u prvoj sezoni, kad dvojica muškaraca pokušaju ubiti Tonyja, on je upravo kupio bocu soka od naranče; to aludira na scenu u prvom Kumu u kojem Vito kupuje naranče pred pokušaj njegova ubojstva. Nadalje, nakon smrti Livije Soprano u trećoj sezoni, postoji scena s Tonyjem koji se dizalom spušta u pogrebnikov podrum, gdje ga pogrebnik uvjerava kako će "iskoristiti svu svoju moć, i sve svoje umijeće" u korist Livije. Scena je izravna posveta sceni iz Kuma gdje Vito zatraži uslugu od Bonasere nakon ubojstva njegova sina Santina.
Pisac Peter E. Bondanella tvrdi kako reference serije na klasičnu mafijašku dramu predstavljaju nešto više od puke parodije ili posvete. Kaže kako Chase "koristi reference na Coppolina remek-djela na pametan način, i da bi nas oduševio i da bi dodao slojeve vlastitim pričama."

### Prikriveno oglašavanje
Obitelj Soprano često je u programu prikazivala stvarne proizvode raznih brandova. Ovakva se praksa u medijima naziva prikriveno oglašavanje. Producenti serije rekli su kako nikad nisu primili honorar za pojavljivanje proizvoda u seriji, iako su se na ekranu često besplatno pojavljivali proizvodi, uključujući skupa vina i računala; stvarni brandovi korišteni su kako bi se naglasio osjećaj realizma.

## Kritike

### Recenzije i utjecaj
Obitelj Soprano kritičari navode kao jednu od najboljih i najinovativnijih televizijskih serija svih vremena, iako su kritičarske ocjene serije uglavnom varirale od sezone do sezone.
Peter Biskind izVanity Faira nazvao ju je "možda najvećim remek-djelom pop-kulture svojeg vremena". Urednik The New Yorkera David Remnick nazvao je seriju "najbogatijim dostignućem u televizijskoj povijesti."
TV Guide uvrstio je Obitelj Soprano na peto mjesto na svojoj listi "Top 50 TV serija svih vremena".
Channel 4 Obitelj Sopranos 2007. je nazvao najboljom televizijskom serijom svih vremena.
Serija je uvrštena i na TIME-ov popis "100 najboljih TV serija svih vremena," dok je urednik James Poniewozik napisao, "Ova mafijaška saga pokazala je kako kompleksna i angažirana može biti televizijska priča, izazvavši eksploziju ambicioznih drama na kabelskim i drugim mrežama."
Prva sezona serije zaradila je iznimno pozitivne recenzije.
Nakon originalnog emitiranja 1999., The New York Times je napisao "[Obitelj Soprano] bi mogla biti najveće djelo američke popularne kulture posljednje četvrti stoljeća." PopMatters je 2007. napisao "debitanska sezona Obitelji Soprano ostaje krunsko ostvarenje američke televizije."
Scenarij, gluma i režija često su bili predmet pohvala. Serija je zarađivala pohvale i za izbor glazbe, fotografiju i volju da se bavi teškim temama.

### Nagrade
Obitelj Soprano svake je godine svojeg originalnog emitiranja nominirana za Primetime Emmy za najbolju dramsku seriju. Nakon što je 1999., 2000., 2001. i 2003. bila nominirana i izgubila nagradu (izgubivši prvu od serije Pravda za sve, a potonje tri od Zapadnog krila), Obitelj Soprano 2004. je osvojila nagradu, kao i 2007., postavši prva serija kabelske televizije koja je osvojila nagradu. Pobjeda 2007. učinila je Obitelj Soprano prvom dramskom serijom od Upstairs, Downstairs 1977. koja je osvojila nagradu nakon završetka emitiranja. Serije je ukupno zaradila 21 nominaciju za najbolji scenarij dramske serije, osvojivši nagradu šest puta.
Obitelj Soprano osvojila je bar jedan glumački Emmy svake natjecateljske godine osim 2006. i 2007. I James Gandolfini i Edie Falco bili su šest puta nominirani za najboljeg glavnog glumca i glumicu, a oboje su osvojili po tri nagrade. Joe Pantoliano 2003. je osvojio Emmy za najboljeg sporednog glumca, a Michael Imperioli i Drea de Matteo 2004. za njihove sporedne uloge u seriji. Ostali glumci koji su nominirani za Emmyje su Lorraine Bracco (u kategorijama najbolje glavne i sporedne glumice), Dominic Chianese, Nancy Marchand, Aida Turturro, Steve Buscemi (koji je nominiran i za režiranje epizode "Pine Barrens"), Tim Daly, John Heard i Annabella Sciorra.
2000. i 2001., Obitelj Soprano je osvojila dvije uzastopne Nagrade George Foster Peabody. Samo su dvije serije osvojile nagradu dvije godine uzastopno: Život na sjeveru i Zapadno krilo. Serija je zaradila i brojne nominacije za Zlatne globuse (osvojivši 2000. najbolju dramsku seriju) i značajnije cehovske nagrade (redatelja, producenata, scenarista, i glumaca).

### Kontroverze
Serija je često kritizirana zbog navodnih neprestanih stereotipa o talijanskim Amerikancima. 2000. su dužnosnici okruga Essex producentima odbili izdati dozvolu za snimanje na vlasništvu okruga, tvrdeći kako serija prikazuje talijanske Amerikance u "manje nego poželjnom svjetlu." Serija se u epizodi iz 2002. "Christopher" bavila temom identiteta talijanskih Amerikanaca, a u nju je uključena i godišnja parada na Kolumbov dan. Kasnije te godine, organizatori parade su zabranili članovima glumačke postave sudjelovanje u stvarnom događaju.
Chase je branio svoju seriju, rekavši kako to nije bio pokušaj stereotipiziranja svih talijanskih Amerikanaca, samo male zločinačke supkulture.

## DVD izdanja
| Sezona                            | Datumi izdanja      | Datumi izdanja      | Datumi izdanja      | Epizode | Posebni dodaci | Diskovi |
| Sezona                            | Regija 1            | Regija 2            | Regija 4            | Epizode | Posebni dodaci | Diskovi |
| --------------------------------- | ------------------- | ------------------- | ------------------- | ------- | --- | ------- |
| 1                                 | 12. prosinca 2000.  | 24. studenoga 2003. | 24. studenoga 2003. | 13      | - 77-minutni intervju s autorom serije Davidom Chaseom kojeg je vodio filmski povjesničar i redatelj Peter Bogdanovich. - Kratki film "Family Life". - Kratki film "Meet Tony Soprano". - Jedan audio komentar Davida Chasea i Petera Bogdanovicha pilot-epizodu. | 4       |
| 2                                 | 6. studenoga 2001.  | 24. studenoga 2003. | 24. studenoga 2003. | 13      | - Kratki film "The Real Deal". - Kratki film "A Sit Down With Tony Soprano". - Četiri audio komentara ćlanova glumačke postave za epizode "Commendatori", "From Where to Eternity", "The Knight in White Satin Armor" i "Funhouse". | 4       |
| 3                                 | 27. kolovoza 2002.  | 24. studenoga 2003. | 24. studenoga 2003. | 13      | - Kratki film "A Day On The Set Of The Sopranos". - Tri audio komentara članova glumačke postave za epizode "The Telltale Moozadell", "Pine Barrens" i "Amour Fou". | 4       |
| 4                                 | 28. listopada 2003. | 3. studenoga 2003.  | 3. studenoga 2003.  | 13      | - Uskrsna jaja. - Najave i sažeci epizoda. - Biografije glumaca i producentske ekipe. - Četiri audio komentara članova glumačke postave za epizode "The Weight", "Everybody Hurts", "Whoever Did This" i "Whitecaps". | 4       |
| 5                                 | 7. lipnja 2005.     | 20. lipnja 2005.    | 17. kolovoza 2005.  | 13      | - Pet audio komentara članova glumačke i producentske ekipe za epizode "All Happy Families...", "Sentimental Education", "In Camelot", "Cold Cuts" i "Long Term Parking". | 4       |
| 6 (1. dio)                        | 7. studenoga 2006.  | 27. studenoga 2006. | 7. ožujka 2007.     | 12      | - Četiri audio komentara članova glumačke i producentske ekipe za epizode "Join The Club", "Luxury Lounge", "The Ride" i "Kaisha". | 4       |
| 6 (2. dio)                        | 23. listopada 2007. | 19. studenoga 2007. | 31. siječnja 2008.  | 9       | - Kratki film "Making Cleaver: Behind the scenes of Christopher's horror film". - "The Music of The Sopranos" – Autor David Chase, glumci i producenti razgovaraju o pjesmama iz serije. - Četiri audio komentara članova glumačke postave za epizode "Soprano Home Movies", "Remember When", "The Second Coming" i "The Blue Comet". | 4       |
| Box set Complete HBO Sezone 1–6   |                     | 19. studenoga 2007. |                     | 86      | - Kolekcija prethodno objavljenih box-setova. | 28      |
| Kompletna serija – Deluxe izdanje | 11. studenoga 2008. | 24. studenoga 2008. |                     | 86      | - Uključuje sve posebne dodatke s prije objavljenih box-setova. - Nikad prije viđene scene iz svih šest sezona. - Eksluzivni intervju Aleca Baldwina s Davidom Chaseom. - Večera s Obitelji Soprano: dvije večere s glumcima i ekipom serije na kojima razgovaraju o završnici serije. - Izgubljene scene iz svih šest sezona serije. - Panel Center Seminar: razgovor s "otkačenim" likovima. - Extra Gravy: podvale i parodije uključujući Simpsone i Saturday Night Live. | 30      |

## Vanjske poveznice
- Službena stranica  Arhivirana inačica izvorne stranice od 27. rujna 2018. (Wayback Machine) na HBO.com
- Obitelj Soprano u internetskoj bazi filmova IMDb-a